# Maxim Podoprigora

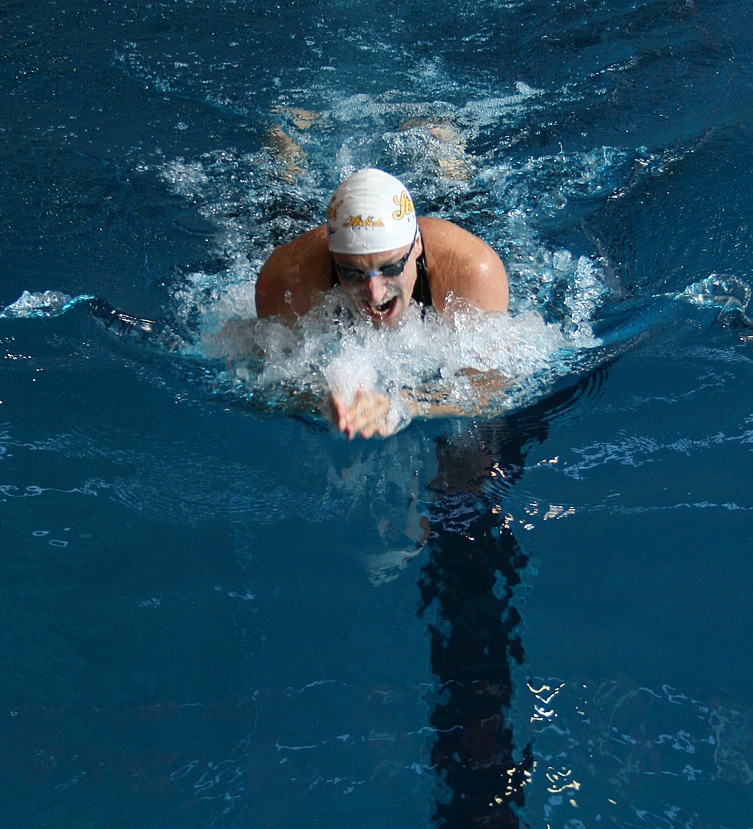
Maxim Podoprigora w trakcie pływania

Maxim Podoprigora (ur. 18 kwietnia 1978 w Kijowie), austriacki pływak pochodzenia ukraińskiego specjalizujący się w stylu klasycznym, uczestnik Igrzysk Olimpijskich: 2000, 2004 oraz 2008. Wicemistrz Świata 2001 oraz brązowy medalista mistrzostw Europy 2000. Medalista mistrzostw Europy na krótkim basenie.

## Osiągnięcia

### Mistrzostwa Świata (basen 50 m)
- 2001 Fukuoka -  (200 m stylem klasycznym)

### Mistrzostwa Europy (basen 50 m)
- 2000 Helsinki -  (200 m stylem klasycznym)

### Mistrzostwa Europy (basen 25 m)
- 2001 Antwerpia -  (200 m stylem klasycznym)
- 2002 Riesa -  (200 m stylem klasycznym)
- 1998 Sheffield -  (200 m stylem klasycznym)